# Mahona
Mahona es un pueblo y nagar Panchayat situado en el distrito de Lucknow en el estado de Uttar Pradesh (India). Su población es de 8557 habitantes (2011). 

## Demografía
Según el censo de 2011 la población de Mahona era de 8557 habitantes, de los cuales 4510 eran hombres y 4047 eran mujeres. Mahona tiene una tasa media de alfabetización del 62,59%, inferior a la media estatal del 67,68%: la alfabetización masculina es del 68,49%, y la alfabetización femenina del 56,02%.